# Chrome Entertainment
Chrome Entertainment (Hangul: 크롬 엔터테인먼트) – wydawnictwo muzyczne oraz agencja talentu zlokalizowana w Seulu, której założycielem jest Hwang Hyun-chang. Od 2014 roku Chrome Entertainment działa pod szyldem Sony Music Entertainment.

## Historia
Hwang Hyun-chang, z zawodu fotograf reklamowy, został zainspirowany do stworzenia girls bandu po obejrzeniu piosenki „Roly-Poly” zespołu T-ara w telewizji. Nigdy przedtem nie interesował się on gwiazdami popu, a słuchał jedynie muzyki klasycznej. Po pierwszej inwestycji w wysokości 10 mln wonów przemienił on swoje studio fotograficzne, Chrome Creative, w Chrome Entertainment. Aby sfinansować to przedsięwzięcie, Hwang sprzedał swój sprzęt fotograficzny, poświęcił całe swoje oszczędności i popadł w długi. Jak sam później przyznał, „Gdybym wiedział, ile to będzie kosztować, nigdy bym tego nie zrobił”.
Pierwszą utworzoną i zarządzaną przez Chrome Entertainment grupą muzyczną został Crayon Pop, który zadebiutował w lipcu 2012 r. Po sukcesie singla „Bar Bar Bar”, który przyniósł firmie dochód w wysokości 2 milionów dolarów, Chrome było w stanie utworzyć więcej zespołów. Boys band K-Much zadebiutował w styczniu 2014, a w czerwcu swój start zaliczyły Bob Girls oraz męskie duo Zan Zan (Hangul: 짠짠). 2 grudnia Chrome Entertainment podpisało kontrakt z piosenkarzem Her Min-youngiem. 24 stycznia 2015 roku ogłoszono rozwiązanie grupy Bob Girls po zdiagnozowaniu u jednej z artystek zapalenia mózgu. Później tego samego roku Zan Zan i Her Min-young opuścili agencję.
W 2016 roku Chrome Entertainment doświadczyło zmiany części pracowników. Hwang Hyun-chang opuścił firmę, a jego pozycję dyrektora naczelnego zajął Kim Jeong-tae.

## Współpraca z Sony Music
13 sierpnia 2013 Chrome Entertainment podpisało umowę partnerską z Sony Music Entertainment, dzięki której Sony uzyskało prawo do międzynarodowej dystrybucji muzyki i albumów produkowanych przez Chrome. 7 lipca 2014 Chrome Entertainment podpisało kolejny kontrakt, dzięki któremu stało się ono niezależnym wydawcą działającym pod szyldem Sony Music. Nowa umowa umożliwiła Chrome dystrybucję muzyki również poprzez inne agencje. W sierpniu 2014 roku rozeszła się wiadomość o kontrakcie Lip Service z Chrome Entertainment. Firma została później podpisana jako producent (pod nazwą Chrome Entertainment Sony Music) na albumie Lip Service zatytułowanym Upgrade, wydanym 20 sierpnia 2014.

## Koncerty
Chrome Entertainment kilkukrotnie organizowało koncerty dla swoich artystów. Pierwszy, nazwany Chrome Happy Concert, odbył się 21 czerwca 2014 w Cheongju. Kolejny, zatytułowany First Chrome Family in Japan Concert, miał miejsce 4 października w Shinagawie, Tokio. 3 grudnia Chrome Family wydało album 2014 Chrome Family – A Very Special Christmas zawierający singel „Love Christmas”.

## Chrome Family

### Zespoły
- Be.A (wcześniej jako K-Much)

### Aktorzy i aktorki
- Cho Hyung-joon
- Lee Geun-hwa
- Lee Ho-suck

## Dawni artyści
- 2014: Loki (K-Much)
- 2014–2015: Bob Girls (Dahye, Yujeong, Jina, Danbi)[8]
- 2014–2015: Zan Zan (Yang Jung-Mo, Park Mingu)[9]
- 2014–2015: Her Min-young
- Serang (stażystka)[17]
- 2012–2017: Crayon Pop

## Dyskografia
| Tytuł                                           | Artysta                         | Data wydania              | Typ            | Dystrybutor                                   |
| ----------------------------------------------- | ------------------------------- | ------------------------- | -------------- | --------------------------------------------- |
| Crayon Pop 1st Mini Album                       | Crayon Pop                      | 18 lipca 2012(dts)        | EP             | CJ E&M Music (2012–2013) Sony Music (od 2013) |
| „Dancing Queen”                                 | Crayon Pop                      | 24 października 2012(dts) | Singel         | CJ E&M Music (2012–2013) Sony Music (od 2013) |
| „Bar Bar Bar”                                   | Crayon Pop                      | 20 czerwca 2013(dts)      | Singel         | CJ E&M Music (2012–2013) Sony Music (od 2013) |
| The Streets Go Disco                            | Crayon Pop                      | 26 września 2013(dts)     | EP             | Sony Music                                    |
| „Lonely Christmas”                              | Crayon Pop                      | 26 listopada 2013(dts)    | Singel         | Sony Music                                    |
| Beyond the Ocean                                | K-Much                          | 7 stycznia 2014(dts)      | EP             | Sony Music                                    |
| „Hero”                                          | Crayon Pop (oraz Kim Jang-hoon) | 3 lutego 2014(dts)        | Singel         | Sony Music                                    |
| „What Should I Do” (Remix)                      | K-Much                          | 17 lutego 2014(dts)       | Singel         | Sony Music                                    |
| „Uh-ee”                                         | Crayon Pop                      | 1 kwietnia 2014(dts)      | Singel         | Sony Music                                    |
| The 1st Single Album                            | Bob Girls                       | 10 czerwca 2014(dts)      | Singel         | Sony Music                                    |
| „Chicken Feet” (닭발)                           | Zan Zan                         | 16 czerwca 2014(dts)      | Singel         | Sony Music                                    |
| „Hey Mister” (Trot Lovers OST Part 1)           | Crayon Pop                      | 20 czerwca 2014(dts)      | Singel         | Sony Music                                    |
| Summer Repackage                                | Bob Girls                       | 31 lipca 2014(dts)        | Singel         | Sony Music                                    |
| „C’mon C’mon” (Hi! School – Love On OST Part 5) | Crayon Pop                      | 26 września 2014(dts)     | Singel         | Loen Entertainment                            |
| The 1st Mini Album                              | Strawberry Milk                 | 15 października 2014(dts) | EP             | Sony Music                                    |
| Pop! Pop! Pop!                                  | Crayon Pop                      | 19 listopada 2014(dts)    | EP             | Pony Canyon                                   |
| 2014 Chrome Family – A Very Special Christmas   | Chrome Family                   | 3 grudnia 2014(dts)       | Singel         | Sony Music                                    |
| „Y-Shirt”                                       | Soyul                           | 12 stycznia 2015(dts)     | Singel         | LOEN Entertainment                            |
| „December 24”                                   | K-Much                          | 17 lutego 2015(dts)       | Singel         | Sony Music                                    |
| „On the Hook”                                   | K-Much                          | 6 maja 2015(dts)          | Singel         | Sony Music                                    |
| FM                                              | Crayon Pop                      | 27 marca 2015(dts)        | EP             | Sony Music                                    |
| The 1st Single Album                            | Her Min-young                   | 7 kwietnia 2015(dts)      | Singel         | Sony Music                                    |
| Zan Zan 2nd Single Album                        | Zan Zan                         | 25 czerwca 2015(dts)      | Singel         | Brak danych                                   |
| Crayon Pop                                      | Crayon Pop                      | 20 stycznia 2016(dts)     | Album studyjny | Pony Canyon                                   |
| Evolution Pop Vol. 1                            | Crayon Pop                      | 26 września 2016(dts)     | Album studyjny | Sony Music                                    |